# Estádio Juan Carmelo Zerillo
O Estádio Juan Carmelo Zerillo, também conhecido como Estadio del Bosque, é um estádio de futebol argentino. Possui capacidade para 20.461 espectadores e é propriedade do Club de Gimnasia y Esgrima La Plata.
O nome do estádio é uma homenagem ao ex-presidente do clube, Juan Carmelo Zerillo, que comandou o Gimnasia y Esgrima de 1929 a 1931.
Está localizado na avenida 60, esquina com a rua 118, na cidade de La Plata, em pleno Bosque Platense, próximo ao bairro conhecido como O Mondongo.
O estádio, inaugurado em 1924, estave proibido de sediar jogos oficiais desde 2006, devido às novas normas de segurança do Comité Provincial de Seguridad Deportiva.

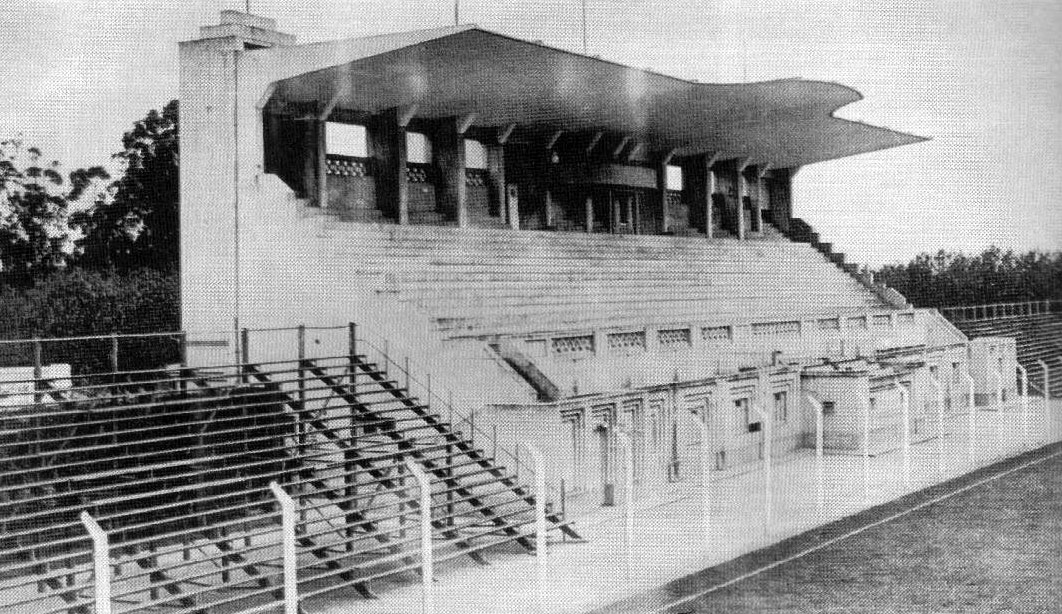
Vista da platéia oficial do estádio de Gimnasia, década de 40.